# 保罗·斯卡利杰

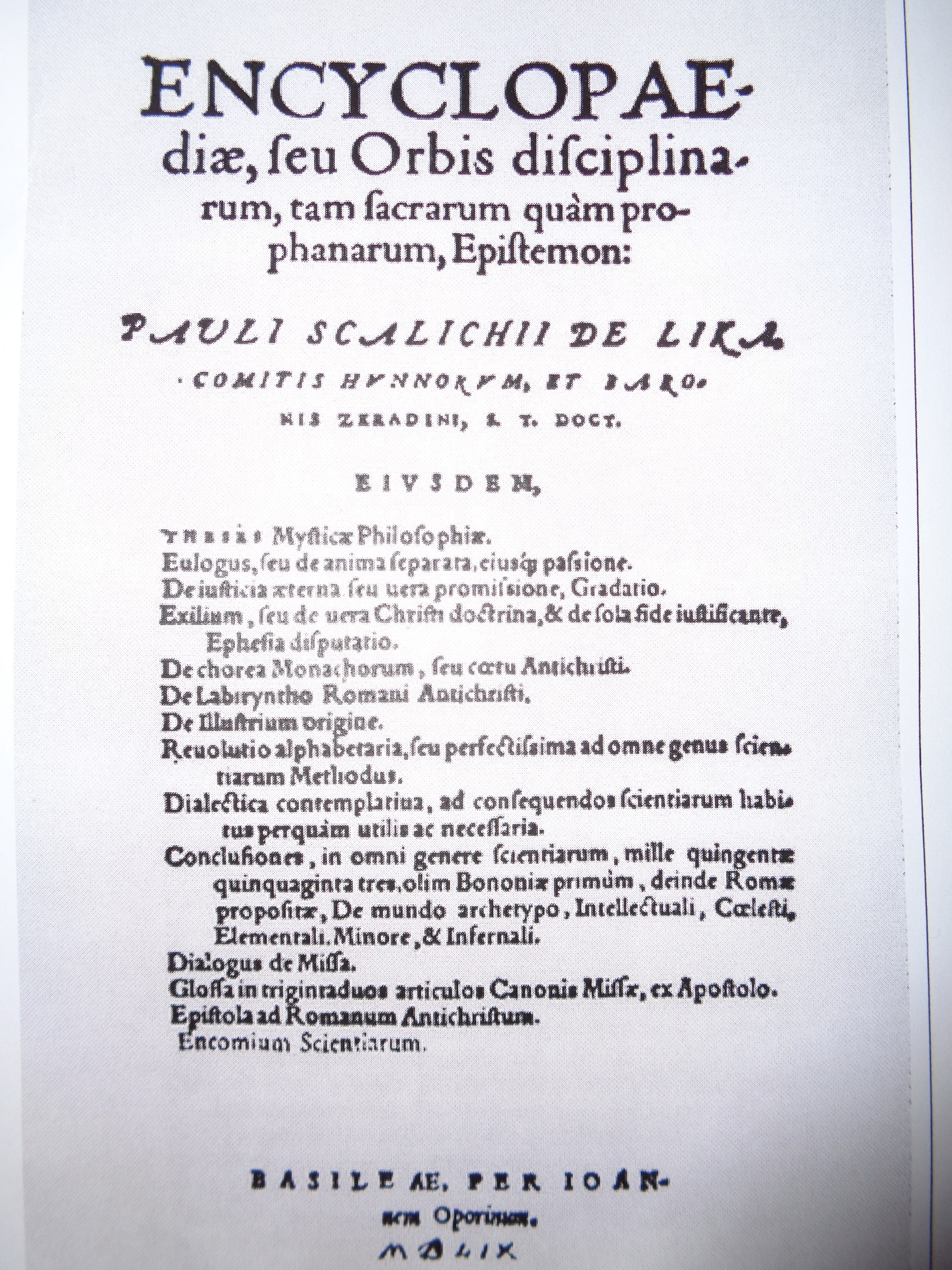
保罗·斯卡利杰于1559年出版的百科全书，或神与世俗学科知识（Encyclopaedia seu orbis disciplinarum tam sacrarum quam prophanarum epistemon）的扉页，是最早在書名中明确使用百科全书一词的書籍之一。

保罗·斯卡利杰（Paul Skalich，1534年—1573年）是一位出生在萨格勒布（现今克罗地亚）的百科全书作家、文藝復興人文主義者和冒险家，他生前曾經居住在神圣罗马帝国（今德国境內）。

## 生平
保罗·斯卡利杰在维也纳学习神学和哲学，后来前往博洛尼亚、罗马、波希米亚、波兰、法国和德国等地居住。 
他的著作百科全书，或神与世俗学科知识（Encyclopaedia seu orbis disciplinarum tam sacrarum quam prophanarum epistemon，1559年出版於巴塞尔，1571年在科隆重新出版）是最早以百科全书作為書名的书籍之一。 罗伯特·科里森（Robert Collison）表示這本書其實写得不怎麼樣，只是該書的書名比較有意義。不過约阿希姆·斯特克·范·林格伯格（Joachim Sterck van Ringelbergh）早在1541年就將他自己的一部著作稱之為「百科全书」。 
保罗·斯卡利杰还写過一篇关于音乐的论文： Dialogus de Lyra （科隆，1570 年）。 

## 国籍
关于斯卡利奇的国籍，歷來有所爭議。萨格勒布大学的M. Girardi-Karšulin 声称他是克罗地亚人， 历史学家 Joseph F. Patrouch 和 Stephen L. Waile   也認為如此。然而Encarta認為保罗·斯卡利杰是德国人。